# Pequeños gigantes (Paraguay)
Pequeños gigantes es un reality show de la televisión paraguaya, adaptación de la producción mexicana homónima, con un formato de competencia de talento infantil en disciplinas tales como canto, baile y carisma; cuya primera temporada se desarrolló entre el 4 de abril y el 15 de agosto de 2014, y su segunda temporada se desarrolló entre 29 de agosto y el?. El programa cuenta con la conducción de Dani Da Rosa. Las transmisiones en vivo se realizan desde el estudio Telefuturo, ubicado en el barrio Villa Morra, en la ciudad de Asunción.

## Concepto
El programa se desarrolla bajo un formato de competencia de talento entre equipos o escuadrones, cada uno integrado por cuatro niños de entre 5 y 12 años, de los cuales el menor es el capitán, dos más forman la pareja de baile y el miembro restante tiene el rol de cantante. Los miembros de los escuadrones se presentan en pruebas semanales de canto, baile y carisma, con el fin de obtener la mejor calificación para su equipo. Los menos afortunados son sentenciados y posteriormente eliminados hasta quedar sólo tres escuadrones que se disputan el primer lugar de la competencia, el cual gana el trofeo de los campeones y 50 millones de guaraníes a repartir entre sus cuatro integrantes.

## Conformación de los escuadrones (programa cero)
Antes del inicio de la competencia entre los equipos se realiza un programa especial denominado el programa cero para determinar como quedarán conformados los escuadrones y darles nombre a los mismos.  Esta emisión es conducida por Dani Da Rosa y tiene la siguiente mecánica:
1. Se presenta al capitán de cada equipo.
2. Se realizan duelos de baile y canto entre dos participantes por cada escuadrón en cada categoría (dos cantante y dos bailarinas, el bailarín es previamente elegido), y por cada duelo los jueces eligen a los ganadores que pasan a formar parte del escuadrón.
3. Se presentan a los cuatro niños del escuadrón formado por el capitán, el cantante y la pareja de baile.

El nombramiento de los escuadrones se daba una vez que quedaba conformado cada escuadrón, los integrantes de éste dieron a conocer el nombre que eligieron para el escuadrón.

## Mecánica de competencia
Los escuadrones se presentan en galas semanales para demostrar sus habilidades siendo evaluados por 5 jurados quienes otorgan puntajes de 0 a 10 incluidos los medios puntos. Los puntajes promedios de baile, canto y carisma se suman, dando el puntaje final de cada equipo en cada gala. Estas puntuaciones se van acumulando.
Los equipos que, después de dos o tres emisiones, se encuentren en las tres últimas posiciones de la tabla de puntuaciones acumuladas quedan sentenciados, y deberán presentarse en la gala de eliminación sometiéndose a la votación del jurado quien debe salvar a uno de ellos mientras que los dos restantes pasan al voto del público a través de llamadas y mensajes de texto (SMS). Finalmente se da a conocer el escuadrón que obtuvo menos votos por parte del público y, por lo tanto, queda eliminado de la competencia.
Esta mecánica se repite de forma que suceden 4 sentencias en cada una de las cuales un escuadrón abandona la competencia. De esta forma quedan dos escuadrones que pasan directamente a la final por el voto del jurado, luego dos que reingresan de entre los eliminados en el repechaje quedando finalmente cuatro escuadrones finalistas, los cuales se enfrentan en la gala final y es el jurado quien decide al ganador.

## Temporadas

### Primera temporada

#### Escuadrones
Cada escuadrón está conformado por un capitán o capitana, un cantante y una pareja de bailarines.
| Escuadrón            | Capitán                           | Edad   | Cantante                              | Edad    | Bailarines                           | Edades  | Número de sentencias | Puesto alcanzado                        |
| -------------------- | --------------------------------- | ------ | ------------------------------------- | ------- | ------------------------------------ | ------- | -------------------- | --------------------------------------- |
| Los Megas Talentosos | Thiago Gamarra Asunción           | 5 años | Zamira Rodríguez Mariano Roque Alonso | 9 años  | Cecilia Franco Fernando de la Mora   | 10 años | 1                    | Ganadores de Pequeños Gigantes          |
| Los Megas Talentosos | Thiago Gamarra Asunción           | 5 años | Zamira Rodríguez Mariano Roque Alonso | 9 años  | Nick Mancuello                       |         | 1                    | Ganadores de Pequeños Gigantes          |
| Los Increíbles       | Mateo Cañete Villarrica           | 6 años | Ángelo Brítez Itá                     | 8 años  | Belén Romero Mariano Roque Alonso    | 11 años | 0                    | Segundo Lugar de Pequeños Gigantes      |
| Los Increíbles       | Mateo Cañete Villarrica           | 6 años | Ángelo Brítez Itá                     | 8 años  | Fabricio Miranda                     |         | 0                    | Segundo Lugar de Pequeños Gigantes      |
| Los Rebeldes         | Lautaro Fernández Asunción        | 5 años | Milca Nuñez Mariano Roque Alonso      | 10 años | Melanie Pavón Villa Elisa            | 7 años  | 3                    | Tercer Lugar de Pequeños Gigantes       |
| Los Rebeldes         | Lautaro Fernández Asunción        | 5 años | Milca Nuñez Mariano Roque Alonso      | 10 años | Armando Cabañas                      |         | 3                    | 3. os Eliminados* de Pequeños Gigantes  |
| Los Fabulosos        | Fabiola Rojas Fernando de la Mora | 6 años | Giusseppe Luraschi Luque              | 10 años | Fiorella Gómez Luque                 | 9 años  | 4                    | Cuarto Lugar de Pequeños Gigantes       |
| Los Fabulosos        | Fabiola Rojas Fernando de la Mora | 6 años | Giusseppe Luraschi Luque              | 10 años | Juan Espínola                        |         | 4                    | 5. os Eliminados** de Pequeños Gigantes |
| Súper Artistas       | Sophie                            | 5 años | Willian Villalba Ciudad del Este      | 12 años | Cielo Barrail Loma Plata             | 10 años | 2                    | 4. os Eliminados de Pequeños Gigantes   |
| Súper Artistas       | Sophie                            | 5 años | Willian Villalba Ciudad del Este      | 12 años | Taekio                               |         | 2                    | 4. os Eliminados de Pequeños Gigantes   |
| Los Super Gigantes   | Denis Bareiro San Lorenzo         | 6 años | Iam Espínola Luque                    | 10 años | Vanessa Riniker Mariano Roque Alonso | 11 años | 1                    | 2. os Eliminados de Pequeños Gigantes   |
| Los Super Gigantes   | Denis Bareiro San Lorenzo         | 6 años | Iam Espínola Luque                    | 10 años | Alex Luque                           | 12 años | 1                    | 2. os Eliminados de Pequeños Gigantes   |
| Pequeñas Estrellas   | Jean Bareiro Asunción             | 6 años | Nicolás Penayo Fernando de la Mora    | 9 años  | Nahiara Almada Asunción              | 10 años | 1                    | 1. os Eliminados de Pequeños Gigantes   |
| Pequeñas Estrellas   | Jean Bareiro Asunción             | 6 años | Nicolás Penayo Fernando de la Mora    | 9 años  | Miguel                               |         | 1                    | 1. os Eliminados de Pequeños Gigantes   |

(*) Reingresó en la 14.ª gala por el voto del jurado.

(**) Reingresó en la 14.ª gala por el voto del público.

#### Descalificados (programa cero)
Antes del inicio de la competencia se realiza un programa especial denominado el programa cero, en el que se llevó a cabo la conformación de los escuadrones. Dos bailarinas y dos cantantes se enfrentaron en duelos de baile y canto, respectivamente, para obtener un lugar en los escuadrones. De esta forma 14 niñas y niños fueron descalificados.
| Escuadrón            | Cantante          | Cantante | Cantante         | Cantante      | Bailarina        | Bailarina | Bailarina           | Bailarina     |
| Escuadrón            | Descalificado(a)  | Edad     | Ciudad de Origen | Perdió contra | Descalificada    | Edad      | Ciudad de Origen    | Perdió contra |
| -------------------- | ----------------- | -------- | ---------------- | ------------- | ---------------- | --------- | ------------------- | ------------- |
| Los Megas Talentosos | Jessica Da Rosa   | 8 años   | Pilar            | Zamira        | María Vargas     | 11 años   | Asunción            | Cecilia       |
| Súper Artistas       | Kevin Servín      | 10 años  | Itá              | Willian       | Paulina González | 10 años   | San Lorenzo         | Cielo         |
| Los Rebeldes         | Jessica Alvarenga | 11 años  | Santaní          | Milca         | Melanie Pavon*   | 7 años    | Villa Elisa         | Sol           |
| Los Increíbles       | Shalom Alderete   | 10 años  | Hernandarias     | Ángelo        | Florencia        | 12 años   | Asunción            | Belén         |
| Los Fabulosos        | Ezequiel Gauto    | 10 años  | Asunción         | Giusseppe     | Danna Agüero     | 11 años   | Fernando de la Mora | Fiorella      |
| Los Super Gigantes   | Dessiree Cayuela  | 11 años  | Ayolas           | Iam           | Paz Benítez      | 11 años   | Villa Elisa         | Vanessa       |
| Pequeñas Estrellas   | Daniel Galeano    | 12 años  | Capiatá          | Nicolás       | Paula Casanova   | 10 años   | Lambaré             | Nahiara       |

- (*) Melanie reemplazó definitivamente a Sol Roa (9 años, Asunción) en el escuadrón de Los Rebeldes después de que ella abandonará la competencia.

#### Jurados
| Nacionalidad        | Jurado             | Profesión                            |
| ------------------- | ------------------ | ------------------------------------ |
| Bandera de Paraguay | David Dionich      | Cantante                             |
| Bandera de Paraguay | Clara Franco       | Actriz / Humorista                   |
| Bandera de Paraguay | Mili Brítez        | Periodista / Conductor de televisión |
| Bandera de Paraguay | Alicia Ramírez     | Modelo / Cantante                    |
| Bandera de Paraguay | Álvaro Ayala       | Conductor de televisión              |
| Reemplazos          |                    |                                      |
| Bandera de Paraguay | Natalia Valdez     | Bailarina / Coreógrafa               |
| Bandera de Chile    | Juan Carlos Moreno | Actor / Productor / Panelista        |

### Segunda temporada

#### Escuadrones
Cada escuadrón está conformado por un capitán o capitana, un cantante y una pareja de bailarines.
| Escuadrón           | Capitán                   | Edad   | Cantante                             | Edad    | Bailarines                             | Edades  | Número de sentencias | Puesto alcanzado                        |
| ------------------- | ------------------------- | ------ | ------------------------------------ | ------- | -------------------------------------- | ------- | -------------------- | --------------------------------------- |
| Los Irresistibles   | Kevin Brítez Encarnación  | 6 años | Jazmín Sanabria Pedro Juan Caballero | 9 años  | Ayelén Molinas                         |         | 0                    | En competencia de Pequeños Gigantes 2   |
| Los Irresistibles   | Kevin Brítez Encarnación  | 6 años | Jazmín Sanabria Pedro Juan Caballero | 9 años  | Jonathan Chávez                        |         | 0                    | En competencia de Pequeños Gigantes 2   |
| 4 Estrellas         | Tatiana Luque             | 6 años | Ariel Espínola Luque                 | 10 años | Melanie Asunción                       | 7 años  | 3                    | En competencia de Pequeños Gigantes 2   |
| 4 Estrellas         | Tatiana Luque             | 6 años | Ariel Espínola Luque                 | 10 años | Armando Cabañas                        |         | 3                    | En competencia de Pequeños Gigantes 2   |
| Los Fantásticos     | Vianca San Lorenzo        | 5 años | Eduardo Capiatá                      | 9 años  | María Angélica Julián Augusto Saldívar | 12 años | 2                    | En competencia de Pequeños Gigantes 2   |
| Los Fantásticos     | Vianca San Lorenzo        | 5 años | Eduardo Capiatá                      | 9 años  | Pedro Baruja                           | 10 años | 2                    | En competencia de Pequeños Gigantes 2   |
| Los Invencibles     | Hugo Asunción             | 5 años | Miguel Agüero Limpio                 | 12 años | Tania Domínguez Mariano Roque Alonso   | 12 años | 1                    | En competencia de Pequeños Gigantes 2   |
| Los Invencibles     | Hugo Asunción             | 5 años | Miguel Agüero Limpio                 | 12 años | Alejandro                              |         | 1                    | En competencia de Pequeños Gigantes 2   |
| Los Hiper Campeones | Rodrigo Cabral Luque      | 5 años | Azucena Caaguazú                     | 8 años  | Helen Mariano Roque Alonso             | 10 años | 1                    | 2. os Eliminados de Pequeños Gigantes 2 |
| Los Hiper Campeones | Rodrigo Cabral Luque      | 5 años | Azucena Caaguazú                     | 8 años  | Iván                                   |         | 1                    | 2. os Eliminados de Pequeños Gigantes 2 |
| Los Victoriosos     | Paloma Ñemby              | 6 años | Samuel Ramírez Asunción              | 10 años | Chiara Asunción                        | 9 años  | 2                    | Descalificados de Pequeños Gigantes 2   |
| Los Victoriosos     | Paloma Ñemby              | 6 años | Samuel Ramírez Asunción              | 10 años | Arturo                                 |         | 2                    | Descalificados de Pequeños Gigantes 2   |
| Los Insuperables    | Ailen Fernando de la Mora | 6 años | Nayeli Alfonso Ciudad del Este       | 13 años | Yannina Benítez San Antonio            | 11 años | 1                    | 1. os Eliminados de Pequeños Gigantes 2 |
| Los Insuperables    | Ailen Fernando de la Mora | 6 años | Nayeli Alfonso Ciudad del Este       | 13 años | Adam                                   |         | 1                    | 1. os Eliminados de Pequeños Gigantes 2 |

#### Descalificados (programa cero)
Antes del inicio de la competencia se realiza un programa especial denominado el programa cero, en el que se llevó a cabo la conformación de los escuadrones. Dos bailarinas y dos cantantes se enfrentaron en duelos de baile y canto, respectivamente, para obtener un lugar en los escuadrones. De esta forma 14 niñas y niños fueron descalificados.
| Escuadrón           | Cantante         | Cantante | Cantante            | Cantante      | Bailarina        | Bailarina | Bailarina            | Bailarina      |
| Escuadrón           | Descalificado(a) | Edad     | Ciudad de Origen    | Perdió contra | Descalificada    | Edad      | Ciudad de Origen     | Perdió contra  |
| ------------------- | ---------------- | -------- | ------------------- | ------------- | ---------------- | --------- | -------------------- | -------------- |
| Los Irresistibles   | Shaiel           | 9 años   | Asunción            | Jazmín        | Jazmín del Cielo | 12 años   | San Lorenzo          | Ayelén         |
| Los Hiper Campeones | Jessica          | 8 años   | Pilar               | Azucena       | Kateryne         | 9 años    | Lambaré              | Helen          |
| 4 Estrellas         | Juan             | 10 años  | Areguá              | Ariel         | Naomi            | 7 años    | Asunción             | Melanie        |
| Los Insuperables    | Paloma           | 10 años  | Lambaré             | Nayeli        | Fátima           | 12 años   | Limpio               | Yannina        |
| Los Victoriosos     | Fabiola          | 12 años  | Villeta             | Samuel        | Erika            | 9 años    | Mariano Roque Alonso | Chiara         |
| Los Fantásticos     | Milagros         | 9 años   | Fernando de la Mora | Eduardo       | María del Carmen | 10 años   | Ypané                | María Angélica |
| Los Invencibles     | Mara             | 11 años  | Caacupé             | Miguel        | Vivian           | 12 años   | Luque                | Tania          |

#### Jurados
| Nacionalidad        | Jurado                  | Profesión                            |
| ------------------- | ----------------------- | ------------------------------------ |
| Bandera de Paraguay | David Dionich           | Cantante                             |
| Bandera de Paraguay | Clara Franco            | Actriz / Humorista                   |
| Bandera de Paraguay | Mili Brítez             | Periodista / Conductor de televisión |
| Bandera de Paraguay | Nadia Portillo          | Cantante / Actriz                    |
| Bandera de Paraguay | Álvaro Ayala            | Conductor de televisión              |
| Reemplazos          |                         |                                      |
| Bandera de Paraguay | Natalia Valdez          | Bailarina / Coreógrafa               |
| Bandera de Paraguay | Orlando "Bicho" Riveros | Conductor de televisión / Locutor    |
| Retiros             |                         |                                      |
| Bandera de Paraguay | Alicia Ramírez          | Modelo / Cantante                    |